# Cirrus SR20
O Cirrus SR20 é uma econômica aeronave monomotor a pistão de pequeno porte com um elegante design de linhas fluidas, para uso executivo, de passeio e turismo, com capacidade para transportar com razoável conforto um piloto e três passageiros em viagens intermunicipais e interestaduais, fabricada nos Estados Unidos desde a década de 1990 pela Cirrus Design, uma das maiores e mais inovadoras, ousadas e admiradas fabricantes de aeronaves leves a pistão do mundo.
A família de aeronaves Cirrus SR é um grande sucesso de vendas no mercado mundial de aeronaves leves a pistão, com mais de 5.000 unidades fabricadas, incluindo as versões Cirrus SR20 e Cirrus SR22, uma consequência natural de uma feliz combinação de características positivas de robustez estrutural, manutenção simples e barata, baixo consumo de combustível, design atraente, modernidade e preço de aquisição competitivo.
No Brasil são mais de 270 unidades vendidas desde 2005.
O fabricante Cirrus disponibiliza no Cirrus SR20 o útil e moderno sistema de navegação EFIS (Electronic Flight Instrument System), com as telas PFD (Primary Flight Display) e MFD (Multi Function Display), que simplificam a navegação e reduzem a carga de trabalho do piloto, tornando as viagens mais seguras e tranquilas.

## Fuselagem
O modelo Cirrus SR-20 e seu irmão com motorização mais potente Cirrus SR22, quase idênticos entre si, são criações originais da indústria Cirrus Design americana. São projetos inteiramente novos que utilizam de forma intensiva o material composto, são mais robustos que aeronaves de mesmo tamanho e capacidade construídas em alumínio e ligas metálicas.
A construção da fuselagem e das asas em material composto do Cirrus SR20, combinada com a tradicional motorização a pistão Continental IO 360 aspirado resulta numa significativa economia de combustível e baixo custo de manutenção. É atualmente um dos modelos de aeronaves leves de uso executivo, passeio e turismo mais vendidos nos Estados Unidos e no Brasil.

## Inovação
Um dos mais impressionantes equipamentos disponíveis no Cirrus SR20, e que eleva o nível de segurança da aeronave, é o paraquedas fabricado pela empresa Ballistic Recovery Systems, que conectado por resistentes peças à fuselagem da aeronave permite ao aviador um procedimento de emergência com acionamento em voo, caso o único motor disponível falhe.

## Acidentes
Entre 2001 e maio de 2014, somente nos EUA, 147 aeronaves Cirrus SR22 caíram, resultando em 122 mortes.
No dia 11 de outubro de 2006 um Cirrus SR20 colidiu com um edifício de apartamentos na cidade de Nova Iorque. O avião pertencia ao jogador de baseball do New York Yankees, Cory Lidle. Estavam na aeronave Lidle e seu instrutor de voo, Tyler Stanger. Ambos morreram neste acidente e várias pessoas ficaram feridas no incêndio que se seguiu na edificação.

## Especificações (SR20-G2)

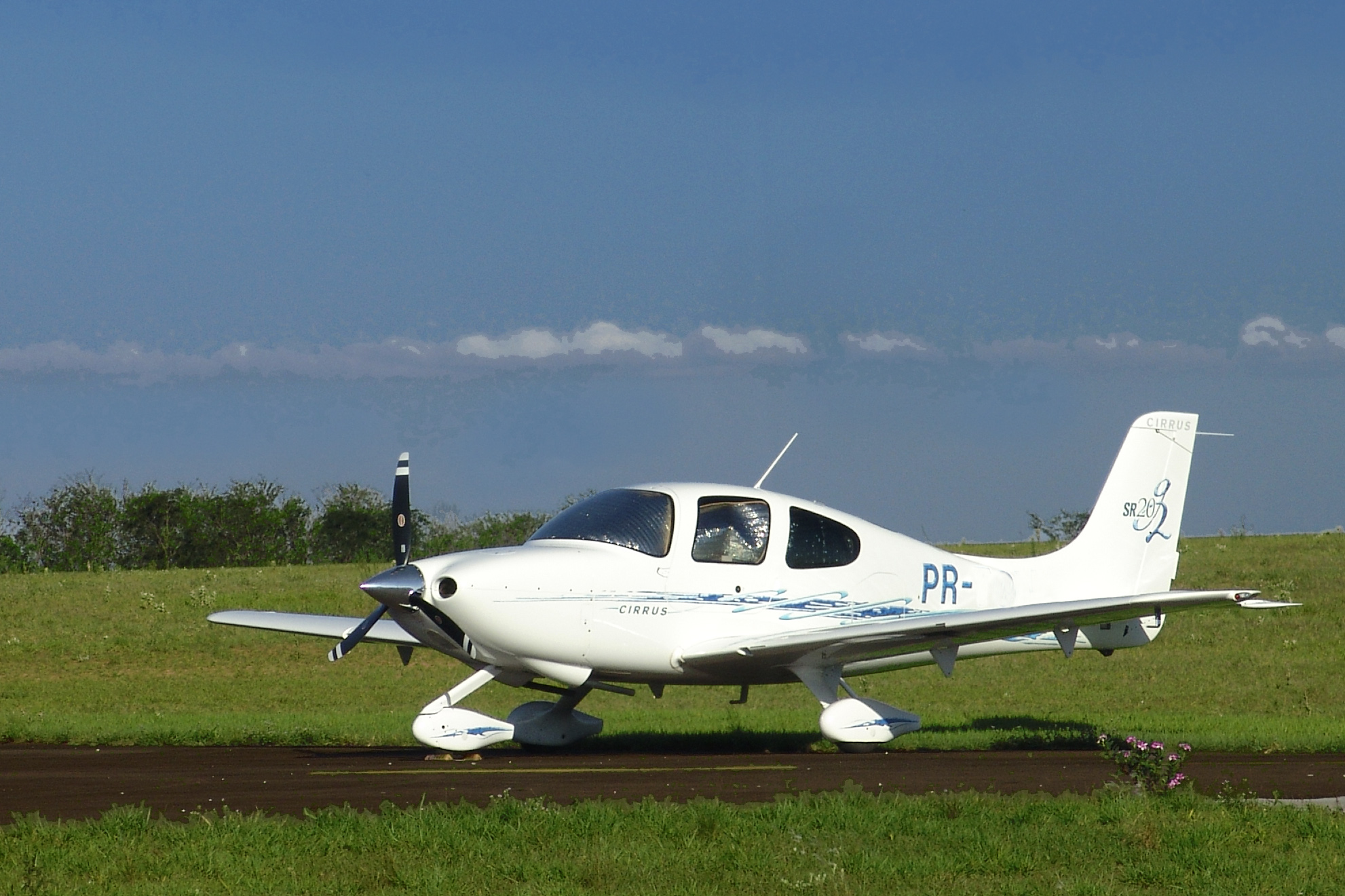
CIRRUS SR-20 no Aeroporto de Avaré.

### Características gerais
- Tripulação: 1 piloto;
- Capacidade: 3 passageiros;
- Comprimento: Aprox. 7,8 metros;
- Envergadura: Aprox. 11,68 metros;
- Largura da cabine: Aprox. 2,6 metros;
- Área da asa: Aprox. 9,5 m²;
- Peso vazio: Aprox. 940 kg;
- Peso máximo decolagem: Aprox. 1.360 kg;
- Motorização (potência): 01 X Continental IO 360 aspirado (200 hp);

### Desempenho
- Velocidade de cruzeiro: Aprox. 285 km / h;
- Alcance: Aprox. 1.000 quilômetros (lotado / 75% potência / com reservas);
- Teto de serviço: Aprox. 5.000 metros;
- Climb (subida): Aprox. 270 metros / minuto;
- Pista de pouso: Aprox. 1.000 metros (lotado / dias quentes / tanques cheios);
- Consumo médio (AVGAS): Aprox. 50 litros / hora (75% potência / lotado);
- Consumo médio (AVGAS): Aprox. 0,06 litro / passageiro / km voado;
- Preço: Aprox. US$ 485 mil (novo);

## Modelos relacionados
- Cirrus SRV
- Cirrus SR22

## Seqüência de modelos
- VK-30
- SRV
- SR20
- SR22

## Principais concorrentes
- Piper Arrow
- Cessna 182T Skylane
- Lancair Columbia
- Socata TB20
- Mooney Ovation
- Lancair IV
- Cessna C-172 Skyhawk